# Caspar Stromayr
Caspar Stromayr (* 16. Jahrhundert; letztmals 1566/1567 in Lindau (Bodensee) nachgewiesen; auch Caspar Stromayer, Casparus Stormayr, Kaspar Stormayr oder Kaspar Stromayer) war ein praktizierender Chirurg und Augenarzt in Lindau im Bodensee. Stromayr verfasste 1559 ein für seine Zeit fortschrittliches Lehrbuch zur Chirurgie und als dessen Anhang eines der frühesten Werke zur Augenheilkunde in deutscher Sprache.

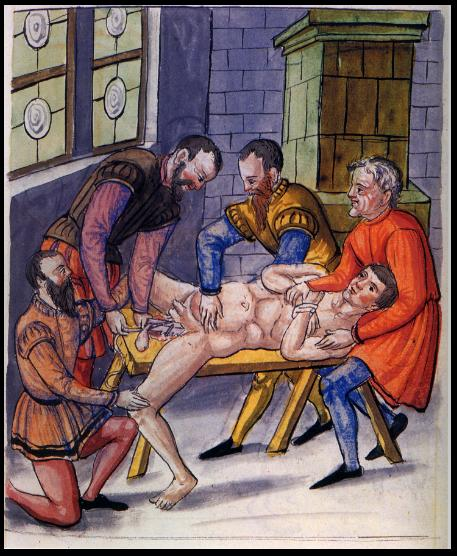
Illustration aus Stromayrs Practica Copiosa, möglicherweise Stromayr als Operateur zeigend

## Leben
Caspar Stromayr wurde vermutlich in Augsburg als Sohn der dort ansässigen Chirurgenfamilie Stromair geboren. Es ist möglich, dass er dort von dem Arzt Balthasar Stöffler ausgebildet wurde. Danach war Stromayr 1557 in Zürich beim Arzt Conrad Gessner und später in Nürnberg tätig. In Lindau heiratete Stromayr Guta, die Tochter des Lindauer Chirurgen Ulrich von Angelburg, in dessen Praxis er vermutlich auch als Geselle tätig war. Aus dieser Ehe gingen drei Söhne sowie die einzige Tochter Anna hervor, die am 6. Dezember 1567 getauft wurde. Der lutherische Stadtpfarrer Mathias Roth übernahm die Patenschaft für alle Kinder. Die Einheirat in die Chirurgenfamilie ermöglichte Stromayr den Eintritt in die für die Wundärzte zuständige Binderzunft. Spätestens seit 1559 war Stromayr in Lindau als Steinschneider, Schnitt- und Augenarzt tätig. Nach der Verleihung des Bürgerrecht am 3. Januar 1561 konnte Strohmayr selbständig in der Stadt praktizieren. Allerdings wurde Strohmayr von der Stadt nicht das volle Bürgerrecht verliehen, da ihm das Wohnrecht nur auf Widerruf gewährt wurde und der die kostenlose Versorgung Armer und hohe Aufwendungen zur Stadtverteidigung auferlegt bekam. Seit 1559 arbeitete Stromayr an seinem Buch Practica Copiosa, einem Lehrbuch zur Hernienchirurgie, mit einem Anhang zur Augenheilkunde. Da seine Arbeiten 1566 mitten in einigen vorbereiteten Kapiteln abrupt abbrechen, ist davon auszugehen, dass Stromayr in den Jahren 1566 oder 1567 gestorben ist.

## Leistungen
Caspar Stromayr verfasste 1559 sein reich bebildertes Werk Practica Copiosa, ein damals fortschrittliches Lehrbuch zur Hernienchirurgie (Eingeweidebruch-Chirurgie). Darin unterscheidet Stormayer als erster zwischen inneren und äußeren Hernien. Daneben verfasste er eines der frühesten augenheilkundlichen Werke in deutscher Sprache, in dem er mögliche Ursachen und Behandlungsmöglichkeiten des Grauen Stars beschreibt und sich energisch gegen die weit verbreitete Inkompetenz und Scharlatanerie der Augenärzte (bzw. „Starstecher“) seiner Zeit ausspricht.
Stromayrs Werk wurde von einem Schreiber und vier verschiedenen Zeichnern erstellt. Nach dem Tode Stromayrs gingen die ungebundenen Faszikel vermutlich in den Besitz seines Schwiegervaters Ulrich von Angelburg über. Angelburg überließ die Texte zunächst dem Lindauer Barbier Ludwig Oberreit, der einige eigene Anmerkungen auf den Blättern hinterließ. Schließlich verkaufte von Angelburg 1577 die Faszikel an die Stadt Lindau. Dort wurden die Seiten noch im gleichen Jahr gebunden. Dabei muss dem Buchbinder ein Fehler unterlaufen sein, da die Texte nicht in der richtigen Reihenfolge und die Texte zum Teil verschränkt eingebunden wurden. Zudem wurde auch der ursprünglich als eigenes Werk angelegte, augenheilkundliche Teil in das Buch mit eingebunden. Das herniologische Werk war von Stromayr eigentlich als Geschenk für den Zürcher Arzt Peter Hafner gedacht, wohingegen das augenheilkundliche in Lindau bleiben sollte. In der Reichsstädtischen Bibliothek zu Lindau geriet das Werk später schnell in Vergessenheit und wurde erst 1909 wiederentdeckt. 1925 legte der Medizinhistoriker Walter von Brunn das Werk erneut auf und machte es international wieder bekannt.

## Werke
- Practica copiosa von dem Rechten Grundt deß Bruch Schnidts mit sambt denn Figuren, daneben etliche Imposturas vüler unerfarnen Schnidt u. Wundarzt. Lindau (1559–1567).
  - beigebunden: Jakob Ruëff: Practica in arte ophthalmica copiosa. Zürich um 1550.

## Werkausgaben und Literatur
- Walter von Brunn (Hrsg.): Die Handschrift des Schnitt- und Augenarztes Caspar Strohmayr in Lindau im Bodensee. In der Lindauer Handschrift (P. I. 46) vom 4. Juli 1559. Mit einer historischen Einführung und Wertung. Idra-Verlagsanstalt, Berlin 1925 (erste Neupublikation).
- Werner Friedrich Kümmel mit Gundolf Keil und Peter Proff (Hrsg.): Practica copiosa von dem Rechten Grundt Deß Bruch Schnidts (1559). (Band 1: Faksimile; Band 2: Kommentarband). München 1978 (nur Band 1) und 1983 (Band 1 und 2).
  - Gundolf Keil, Peter Proff: Kommentar zur Faksimile-Ausgabe unter besonderer Berücksichtigung der Paracelsus-Rezeption und der Kommunikationsstruktur in chirurgischen Geheimbüchern der frühen Neuzeit. In: Practica copiosa von dem Rechten Grundt deß Bruch Schnidts. Facsimilia Art & Edition Ebert, Darmstadt 1994, ISBN 3-929230-02-X.
- Leo M. Zimmermann, Ilza Veith: Caspar Stromayr (Sixteenth Century). In: dieselben: Great Ideas in the History of Surgery. Williams & Wilkins, Baltimore 1961, S. 218–229 (Nachdruck: Norman Publishing, San Francisco 1993).